# Edgar Hoppe
Edgar Hoppe, född 18 december 1937 i Hannover, är en tysk skådespelare.

## Filmografi (urval)
- 1985 - Jane Horney
- 1978 - Moritz, lieber Moritz